# OR5M11
OR5M11 (англ. Olfactory receptor family 5 subfamily M member 11) – білок, який кодується однойменним геном, розташованим у людей на короткому плечі 11-ї хромосоми. Довжина поліпептидного ланцюга білка становить 305 амінокислот, а молекулярна маса — 34 450.
| 10         |  | 20         |  | 30         |  | 40         |  | 50         |
| ---------- |  | ---------- |  | ---------- |  | ---------- |  | ---------- |
| MSNTNGSAIT |  | EFILLGLTDC |  | PELQSLLFVL |  | FLVVYLVTLL |  | GNLGMIMLMR |
| LDSRLHTPMY |  | FFLTNLAFVD |  | LCYTSNATPQ |  | MSTNIVSEKT |  | ISFAGCFTQC |
| YIFIALLLTE |  | FYMLAAMAYD |  | RYVAIYDPLR |  | YSVKTSRRVC |  | ICLATFPYVY |
| GFSDGLFQAI |  | LTFRLTFCRS |  | SVINHFYCAD |  | PPLIKLSCSD |  | TYVKEHAMFI |
| SAGFNLSSSL |  | TIVLVSYAFI |  | LAAILRIKSA |  | EGRHKAFSTC |  | GSHMMAVTLF |
| YGTLFCMYIR |  | PPTDKTVEES |  | KIIAVFYTFV |  | SPVLNPLIYS |  | LRNKDVKQAL |
| KNVLR      |  |            |  |            |  |            |  |            |

A: Аланін

C: Цистеїн

D: Аспарагінова кислота

E: Глутамінова кислота

F: Фенілаланін

G: Гліцин

H: Гістидин

I: Ізолейцин

K: Лізин

L: Лейцин

M: Метіонін

N: Аспарагін

P: Пролін

Q: Глутамін

R: Аргінін

S: Серин

T: Треонін

V: Валін

Кодований геном білок за функціями належить до рецепторів, g-білокспряжених рецепторів, білків внутрішньоклітинного сигналінгу. 
Локалізований у клітинній мембрані, мембрані.